# Fristaten Fiume
Fristaten Fiume (italienska: Stato Libero di Fiume, kroatiska: Slobodna Država Rijeka Mall:Native name) var en självständig och internationellt erkänd fristat som existerade mellan 1920 och 1924. Statens yta omfattade 28 km² och bestod av staden Rijeka (italienska: Fiume), stadens norra förorter samt en korridor längs kusten som länkade staten till näraliggande halvön Istrien som då var en del av Kungariket Italien. Staten gränsade till Kungariket Italien i väster och Serbernas, kroaternas och slovenernas kungarike i öster.

## Historia
Fristaten Fiume grundades genom freden i Rapallo 1920 som var ett fredsfördrag mellan Kungariket Italien och Serbernas, kroaternas och slovenernas kungarike. Efter första världskriget och Österrike-Ungerns upplösande uppstod en konflikt mellan Kungariket Italien och Serbernas, kroaternas och slovenernas kungarike om vem som hade rätt till staden. Fristaten Fiume upplöstes då det fascistiska Italien den 30 mars 1924 annekterade och införlivade staten med Kungariket Italien. Den 3 maj 1945, under andra världskriget, återtog jugoslaviska styrkor staden och i det nyskapade socialistiska Jugoslavien kom staden att tillhöra delrepubliken Kroatien.
Guvernörer: bl a Zoltán Jékelyfalussy (sista)
Några vice-guvernörer: Orosdy

### Fotnoter
1. ↑  ”Fiume” (på engelska). World Statesmen. http://www.worldstatesmen.org/Croatia.html#Fiume. Läst 8 juli 2016.